# Estación de Tablada
Tablada es una estación de ferrocarril situada en el municipio español de Guadarrama, en la comunidad autónoma de Madrid. Forma parte de la línea Villalba-Segovia, por la cual presta servicio la línea 53 de Media Distancia Madrid-Segovia con servicios Regionales cadenciados gestionados por Renfe Media Distancia que dan continuidad a la línea ferroviaria desde Cercedilla hasta Segovia, enlazando con la línea C-8 de Cercanías Madrid.

## Situación ferroviaria
Pertenece a la línea férrea 110 de la red ferroviaria española que une Villalba con Segovia, pk 26,5. entre el apeadero de Gudillos y la estación de Cercedilla.
El tramo es de vía única, en ancho ibérico y está electrificado. Esta línea continuaba hasta Medina del Campo pero el tramo Medina del Campo-Segovia fue cerrado en 1993 alegando falta de rentabilidad económica.
En dirección a Segovia es la última (y de mayor altitud) estación de la Comunidad de Madrid al situarse a 1274 metros de altitud. Tras ella se encuentra el largo túnel ferroviario de Tablada correspondiente a la red clásica que une las provincias de Segovia y Madrid atravesando la Sierra de Guadarrama bajo el Alto del León hasta el apeadero de Gudillos, perteneciente a la localidad segoviana de San Rafael.

## Historia
Las obras del tramo Villalba-Segovia concluyeron en el año 1888, pero la estación de Tablada no se construyó hasta 1916 como apoyo a las estaciones de La Estación de El Espinar y de Cercedilla, además de para servir de acceso a las instalaciones médico-sanitarias que se estaban desarrollando en aquella zona durante la época, entre las que se encontraban varios sanatorios y manantiales. De igual modo, también supuso la creación de una nueva forma de acceso hacia la naturaleza de la sierra, lo que unido al creciente turismo relacionado con la salud, tuvo repercusión de forma directa en la creación de viviendas de fin de semana en las cercanías de la estación. 
La construcción del actual edificio de viajeros de la estación data de principios del siglo XX, concretamente del aňo 1916, época en la que se construyeron la mayoría de las instalaciones con las que cuenta la estación, ya que también de esta época son la subestación eléctrica, las viviendas para agentes de la subestación, así como la casa para guarda-agujas. De hecho el recinto no empezó a prestar servicios para viajeros hasta el 20 de mayo de 1922.

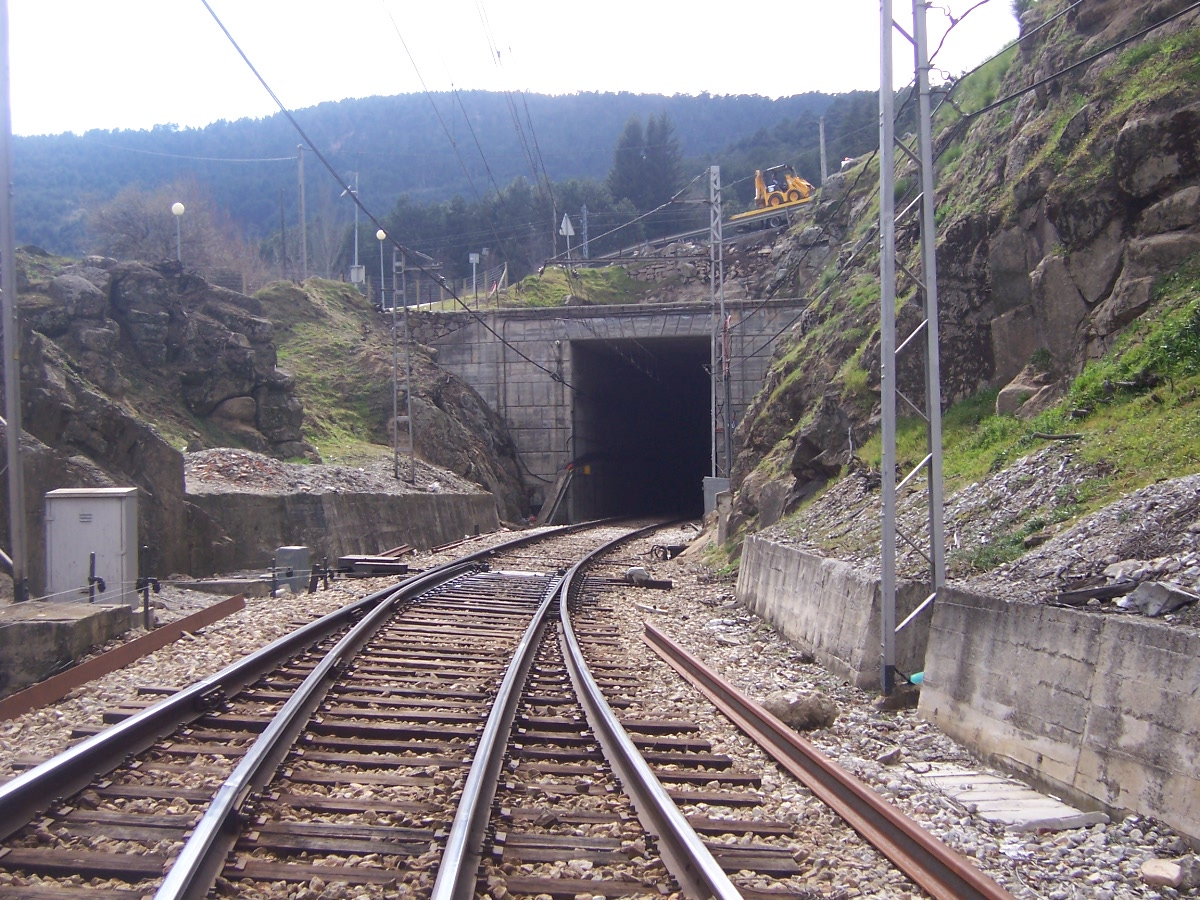
Simplificación de la vía a la entrada del túnel de Tablada, que atraviesa el Sistema Central por la sierra de Guadarrama bajo el Alto del León, uniendo la Comunidad de Madrid y la provincia de Segovia.

En los últimos años, tras la creación de Adif, actividades que anteriormente eran efectuadas por el personal de la estación, tales como el cambio de agujas o el control de la circulación de los trenes (a la entrada del túnel de Tablada la vía pasa de ser doble a sencilla) pasaron a ser realizadas de forma totalmente automática. 
La gestión por parte de Adif también ha supuesto una mejora para las infraestructuras de la estación, ya que se han rehabilitado los andenes, que se encontraban muy deteriorados, y se han cambiado los carteles que indicaban el nombre de la estación, además de añadir otro tipo de señalizaciones nuevas, como las que advierten del peligro de cruzar la vía. 
De igual modo, la automatización de la estación también ha acarreado consecuencias negativas, ya que el hecho de que no sea necesaria la presencia del personal de la estación en la misma ha motivado el cierre de las taquillas y de la sala de espera, la cual contaba con calefacción y servicios sanitarios permitiendo, especialmente en invierno, esperar al tren sin estar sometido a las inclemencias meteorológicas.
A pesar de estar dentro de la Comunidad de Madrid, la estación de Tablada está fuera de la línea C-8 de Cercanías Madrid, la cual tiene su cabecera en la estación de Cercedilla. Por ello, los servicios que tienen parada en la estación son de carácter Regional Media Distancia, al igual que el resto de servicios hasta Segovia.

## Servicios ferroviarios

### Media Distancia
Los servicios de media distancia de Renfe con parada en la estación cubren el trayecto Madrid-Segovia. El nivel de frecuencia es muy escaso desde la supresión de varios servicios en mayo de 2013, reduciéndose oficialmente a tres servicios por sentido. Sin embargo, desde marzo de 2020 se redujeron provisionalmente aún más estos servicios debido al Estado de Alarma declarado por la pandemia de COVID-19 en España, dejándose en sólo dos trenes diarios por sentido de vía y con el interrogante del momento en el que Renfe volverá a restablecer la totalidad de los servicios, ya que la empresa pública manifiesta que las frecuencias se irán aumentando progresivamente conforme vaya aumentando la demanda de los viajeros, algo difícil de conseguir con tan solo dos servicios por sentido. Es necesario hacer un trasbordo en la estación de Cercedilla si se quiere prolongar el viaje hacia/desde Madrid, excepto el último servicio del día, el cual va directamente a Chamartín sin necesidad de hacer transbordo en Cercedilla. Los fines de semana no efectúan parada algunos servicios.
| Línea MD | Trenes   | Origen/Destino                     |  | Destino/Origen |
| -------- | -------- | ---------------------------------- |  | -------------- |
| 53       | Regional | Madrid-Atocha Cercanías Cercedilla |  | Segovia        |

## Accesos

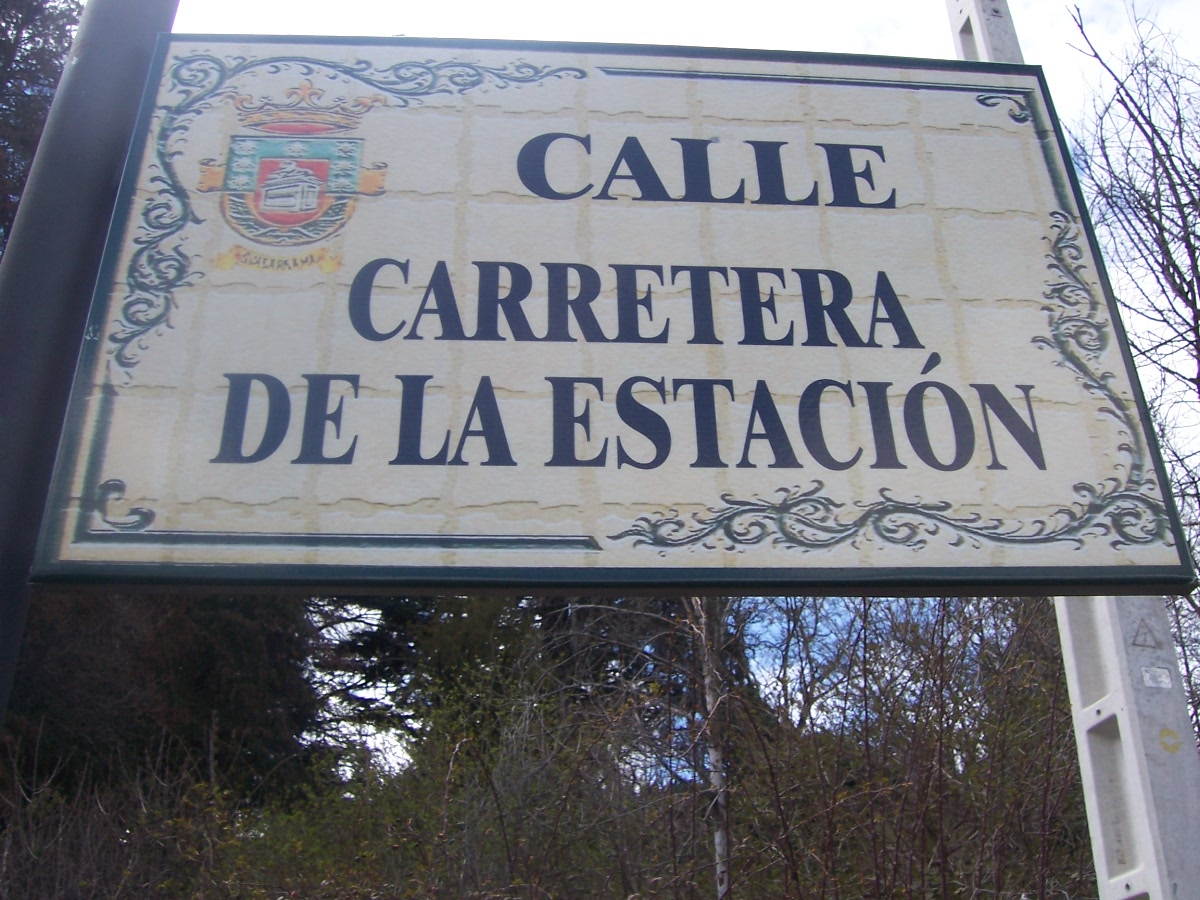
Cartel indicativo del nombre de la calle, situado junto a la estación.

Los accesos a la estación son bastante precarios y apenas existe señalización, por lo que es muy complicado acceder a ella a menos que se tenga conocimiento previo de su existencia. Se trata de una estación que se encuentra escasamente frecuentada y la mayoría de las personas que acceden a ella lo hacen a pie ya que, sobre todo, se trata de excursionistas que se dirigen hacia los montes de la sierra siguiendo los caminos.
A pesar de ello, también existe una pista asfaltada que permite el acceso hacia la estación mediante vehículo. Esta pista, tras dar un rodeo, comunica la estación con la carretera N-6, aunque el acceso no se encuentra señalizado de ninguna forma en la carretera. La entrada a esta pista se encuentra a 600 metros de distancia del núcleo principal de viviendas de Tablada, accediéndose a ella desde el carril con sentido hacia La Coruña, saliendo la pista a la derecha de la carretera. La única señalización existente es el cartel que indica el nombre de la pista (Calle de la carretera de la estación), ya que está considerada como parte del viario urbano del municipio de Guadarrama.